# Бокий, Александр Константинович
Александр Константинович Бокий (3 мая 1957, Лида, Белорусская ССР, СССР) — советский футболист и российский тренер.

## Биография
Воспитанник ДЮСШ Щучин.
Первая команда мастеров — «Химик» Гродно (1974—1975).
В первенстве СССР также играл за «Динамо» Ставрополь (1976—1977, 1981), московские команды «Динамо» (1978—1980), «Локомотив» (1982—1986), «Спартак» (1987—1989).
В 1990 году уехал в ЧССР, где отыграл два сезона за клуб Сигма Оломоуц.
Затем до марта 2001 был тренером (до 1994 — играющим) различных чешских клубов низших дивизионов: ФК «Тополчани», «Сигма» (Лукин), «Уникс» (Уничов), «Лерка» (Простеёв), «Оломоуц»
В начале июня 2000 возглавил клуб высшей лиги чемпионата Словакии Озета Дукла (Тренчин). Однако дебют в клубе был неудачным — в 1-м раунде Кубка Интертото «Дукла» уступила латвийскому «Динабургу». В начале ноября 2000 уволен за низкие результаты — по итогам 15 игр клуб занимал последнее место в турнирной таблице, одержав всего 3 победы.
Вернувшись в Россию, работал главным тренером «Спартака» Щёлково (2003), заместителем генерального директора по селекционным вопросам «Зенита» Санкт-Петербург (июль 2004 — август 2005), селекционером «Спартака» Москва (сентябрь 2005 — сентябрь 2006), селекционером «Зенита» (сентябрь 2006 — декабрь 2007), спортивным директором «Зенита» (декабрь 2007 — декабрь 2008). С января 2008 — тренер ФК «Химки».
30 июня 2016 года назначен помощником Павла Врбы в «Анжи» из Махачкалы. 30 декабря 2016 года в связи с отставкой Павла Врбы вместе с Душаном Фитцелем и Мартином Тихачеком покинул клуб из Дагестана.

## Достижения
- Чемпион СССР (1987, 1989)
- Бронзовый призёр чемпионата Чехословакии (1991, 1992)
- Победитель Кубка Федерации футбола СССР (1987)